# 刘灵
刘灵（3世纪？—310年），中国五胡十六国時代漢国（后来的前趙）将軍。陽平郡陽平县（今山東省聊城市莘县）人。
他出身卑微，自幼生活贫困。二十岁左右的时候，从县里找到了一份工作来维持生计。刘灵力气大得能制服奔跑着的牛，跑起来能与奔马相比，当时的人们虽认为他不同寻常，但因他卑賎出身，而没有当地名士推举他。刘灵抚胸感叹说：“天啊，何时天下才会大乱？”
305年，公師藩等欲帮助司马颖恢复权位而起兵，刘灵响应，自封为将军。进犯抢掠赵、魏之地。
308年二月，刘灵被王讃击败，与王弥会师，一起肆虐各地。共同遣使向汉国投降。汉王刘渊任命刘灵为平北将军。
五月，王弥计划攻克洛阳，结果失败。王弥对刘灵说：“晋兵还强，长此以往，我们就没有容身之地了。以前，汉王刘渊在洛阳做人质的时候，我和他有很深的交流。我想担任他的属下，你觉得怎么样？”刘灵同意。刘灵随王弥来到汉国都城平阳，正式作为汉国臣属。
十一月，刘灵与石勒、王弥、劉曜等率兵三万，攻克魏郡、汲郡、頓丘。众人纷纷跟随，五十余砦投降。砦主皆受封将軍、都尉的印綬，选拔勇壮五万为兵，慰撫老弱如故。
309年十二月，刘灵与劉賢、趙固、王桑等前往内黄扎营。後刘灵担任征北大将軍、冀州刺史，移驻广宗。
310年四月，王浚派大将祁弘讨伐刘灵。刘灵与他交战，战败，被杀，被取首级。